# 應典
應典（？—？年），字天彝，號石門，浙江金华府永康縣人，民籍。明朝政治人物。

## 生平
正德八年（1513年）癸酉科浙江乡试舉人，九年（1514年）联捷甲戌科二甲第二十一名進士，授兵部职方司主事，与江山人周支兴论学有悟，遂称疾归乡。同仙居人应良、黄岩人黄绾交往密切，互相切磋学问。又师从王守仁，授致良知之㫖，建麗澤祠于寿山，以祭祀朱文公、吕成公、陈龙川三贤（知县洪垣改为五峰书院），召集诸生讲学。再起车驾司主事，因念母亲有眼病，引疾归，朝绅论荐不起。